# Serie A 2016/17
De Serie A 2016/17 was het 115de voetbalkampioenschap in Italië en het 85e seizoen van de Serie A, de hoogste voetbaldivisie in Italië. Het seizoen ving aan op 20 augustus 2016 en eindigde op zondag 28 mei 2017.
Deelnemers waren zeventien clubs van het vorige seizoen en de gepromoveerde teams uit de Serie B van het seizoen 2015/16. Dit waren kampioen Cagliari, runner-up Crotone en play-offwinnaar Pescara. Cagliari kwam terug na een jaar afwezigheid, Pescara na drie jaar, terwijl Crotone debuteerde. Zij namen de plaatsen in van Hellas Verona, Carpi en Frosinone.
Juventus verzekerde zich van het kampioenschap na een 3-0 zege tegen Crotone op 21 mei 2017. De goals waren van Mario Mandžukić, Paulo Dybala en Alex Sandro. Nieuwkomer Crotone wist zich tot veler verrassing toch te handhaven in Serie A door een ongekende eindspurt in de slotfase van de competitie. 
De ploeg uit Calabrië stond op 1 april nog stijf onderaan in de Serie A met slechts 14 punten, maar het elftal van trainer-coach Davide Nicola liet het hoofd niet hangen. Crotone behaalde maar liefst twintig punten uit de laatste negen wedstrijden van het seizoen. In de slotronde werd Lazio Roma met 3-1 verslagen, onder meer door twee goals van Andrea Nalini. Kind van rekening werd Empoli, dat op de laatste speeldag met 2-1 verloor bij het reeds gedegradeerde Palermo en daardoor de derde ploeg werd die degradeerde uit de hoogste afdeling van het Italiaanse profvoetbal.

## Teams
| Logo | Club           | Stad     | Stadion                    | Capaciteit | Seizoen 2015/16         | Trainer               |
| ---- | -------------- | -------- | -------------------------- | ---------- | ----------------------- | --------------------- |
|      | Atalanta       | Bergamo  | Atleti Azzurri d'Italia    | 24.642     | 13e in Serie A          | Gian Piero Gasperini  |
|      | Bologna        | Bologna  | Stadio Renato Dall'Ara     | 23.486     | 14e in Serie A          | Roberto Donadoni      |
|      | Cagliari       | Cagliari | Stadio Sant'Elia           | 20.000     | 1e in Serie B           | Massimo Rastelli      |
|      | Chievo         | Verona   | Marc'Antonio Bentegodi     | 39.211     | 9e in Serie A           | Rolando Maran         |
|      | Crotone        | Crotone  | Stadio Ezio Scida          | 16.547     | 2e in Serie B           | Davide Nicola         |
|      | Empoli         | Empoli   | Stadio Carlo Castellani    | 16.800     | 10e in Serie A          | Giovanni Martusciello |
|      | Fiorentina     | Florence | Stadio Artemio Franchi     | 46.282     | 5e in Serie A           | Paulo Sousa           |
|      | Genoa          | Genua    | Stadio Luigi Ferraris      | 36.536     | 11e in Serie A          | Andrea Mandorlini     |
|      | Internazionale | Milaan   | Stadio Giuseppe Meazza     | 82.955     | 4e in Serie A           | Stefano Pioli         |
|      | Juventus       | Turijn   | Juventus Stadium           | 41.000     | 1e in Serie A           | Massimiliano Allegri  |
|      | Lazio          | Rome     | Stadio Olimpico            | 82.307     | 8e in Serie A           | Simone Inzaghi        |
|      | Milan          | Milaan   | San Siro                   | 82.955     | 7e in Serie A           | Vincenzo Montella     |
|      | Napoli         | Napels   | Stadio San Paolo           | 60.240     | 2e in Serie A           | Maurizio Sarri        |
|      | Palermo        | Palermo  | Stadio Renzo Barbera       | 36.349     | 16e in Serie A          | Diego López           |
|      | Pescara        | Pescara  | Stadio Adriatico           | 20.476     | Play-offwinnaar Serie B | Zdeněk Zeman          |
|      | Roma           | Rome     | Stadio Olimpico            | 82.307     | 3e in Serie A           | Luciano Spalletti     |
|      | Sampdoria      | Genua    | Stadio Luigi Ferraris      | 36.536     | 15e in Serie A          | Marco Giampaolo       |
|      | Sassuolo       | Sassuolo | Stadio Città del Tricolore | 23.717     | 6e in Serie A           | Eusebio Di Francesco  |
|      | Torino         | Turijn   | Stadio Grande Torino       | 27.994     | 12e in Serie A          | Siniša Mihajlović     |
|      | Udinese        | Udine    | Stadio Friuli              | 25.144     | 17e in Serie A          | Luigi Delneri         |

## Eindstand
| Pos | Club           | Gs | W  | G  | V  | Pnt | Dv | Dt | Ds  |
| --- | -------------- | -- | -- | -- | -- | --- | -- | -- | --- |
| 1   | Juventus       | 38 | 29 | 4  | 5  | 91  | 77 | 27 | +50 |
| 2   | Roma           | 38 | 28 | 3  | 7  | 87  | 90 | 38 | +52 |
| 3   | Napoli         | 38 | 26 | 8  | 4  | 86  | 94 | 39 | +55 |
| 4   | Atalanta       | 38 | 21 | 9  | 8  | 72  | 62 | 41 | +21 |
| 5   | Lazio          | 38 | 21 | 7  | 10 | 70  | 74 | 51 | +23 |
| 6   | AC Milan       | 38 | 18 | 9  | 11 | 63  | 57 | 45 | +12 |
| 7   | Internazionale | 38 | 19 | 5  | 14 | 62  | 72 | 49 | +23 |
| 8   | Fiorentina     | 38 | 16 | 12 | 10 | 60  | 63 | 57 | +6  |
| 9   | Torino         | 38 | 13 | 14 | 11 | 53  | 71 | 66 | +5  |
| 10  | Sampdoria      | 38 | 12 | 12 | 14 | 48  | 49 | 55 | -6  |
| 11  | Cagliari       | 38 | 14 | 5  | 19 | 47  | 55 | 76 | –21 |
| 12  | Sassuolo       | 38 | 13 | 7  | 18 | 46  | 58 | 63 | –5  |
| 13  | Udinese        | 38 | 12 | 9  | 18 | 45  | 47 | 56 | –9  |
| 14  | Chievo         | 38 | 12 | 7  | 19 | 43  | 43 | 61 | –18 |
| 15  | Bologna        | 38 | 11 | 8  | 19 | 41  | 40 | 58 | –18 |
| 16  | Genoa          | 38 | 9  | 9  | 20 | 36  | 38 | 64 | –26 |
| 17  | Crotone        | 38 | 9  | 7  | 22 | 34  | 34 | 58 | –24 |
| 18  | Empoli         | 38 | 8  | 8  | 22 | 32  | 29 | 61 | –32 |
| 19  | Palermo        | 38 | 6  | 8  | 24 | 26  | 33 | 77 | –44 |
| 20  | Pescara        | 38 | 3  | 9  | 26 | 18  | 37 | 81 | –44 |

|

### Legenda
| Kleur | Kwalificatie voor Europa League                      |
| ----- | ---------------------------------------------------- |
|       | Groepsfase Champions League                          |
|       | Play-off ronde voor niet-kampioenen Champions League |
|       | Groepsfase Europa League                             |
|       | Derde play-offronde Europa League                    |
|       | Geen Europees voetbal en geen degradatie             |
|       | Degradatie                                           |